# Zealochus postfurcalis
Zealochus postfurcalis är en stekelart som beskrevs av Andrey Ivanovich Khalaim 2006. Zealochus postfurcalis ingår i släktet Zealochus och familjen brokparasitsteklar. Inga underarter finns listade i Catalogue of Life.